# Vịt cát Trung Hoa
Vịt mỏ nhọn (Mergus squamatus) là một loài trong chi Mergus. Đây là loài đang có nguy cơ tuyệt chủng. Chúng sinh sống ở Đông Á ôn đới, chúng sinh sống ở phía bắc và tránh mùa đông ở phương nam.

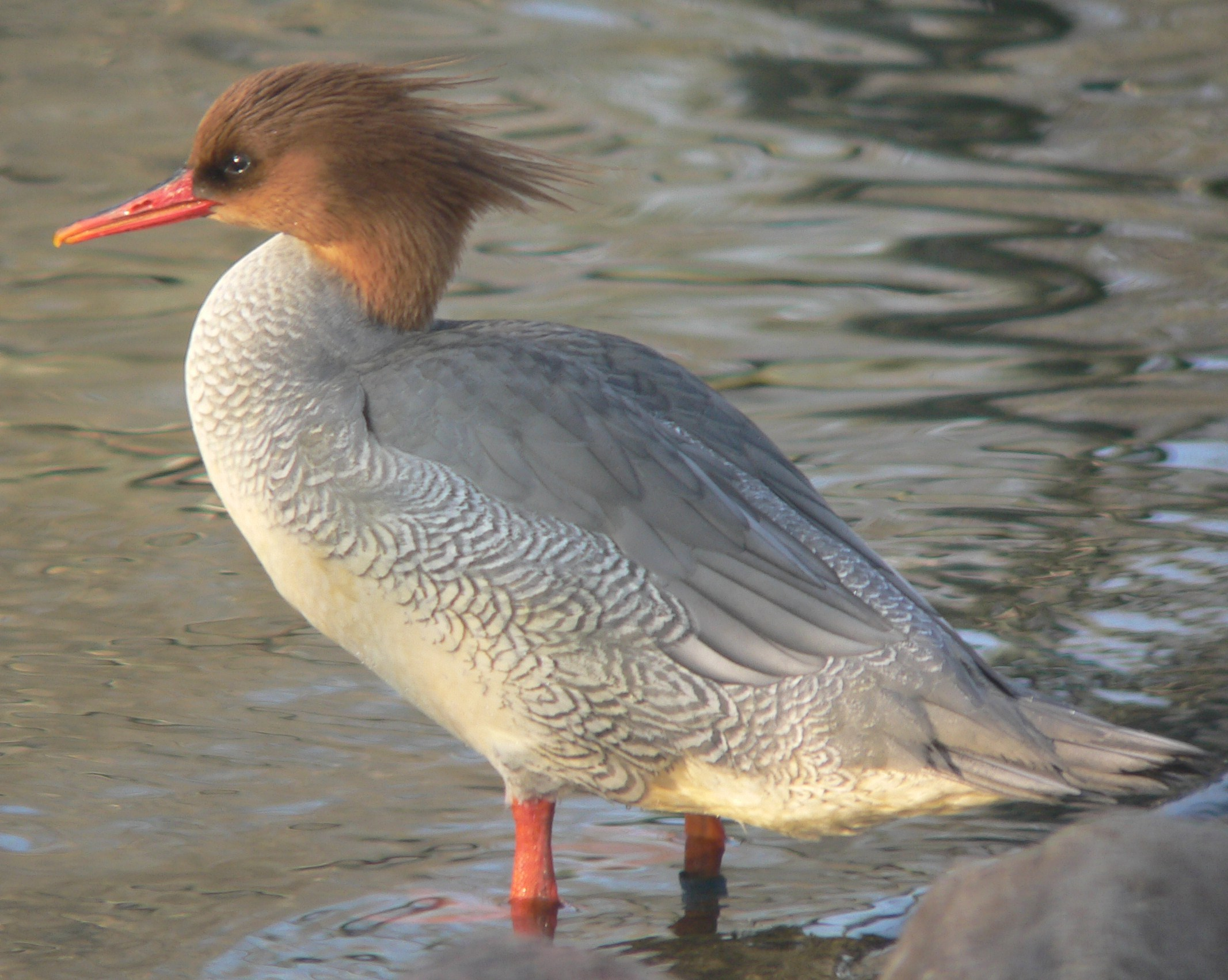
Con cái trưởng thành

## Hình ảnh

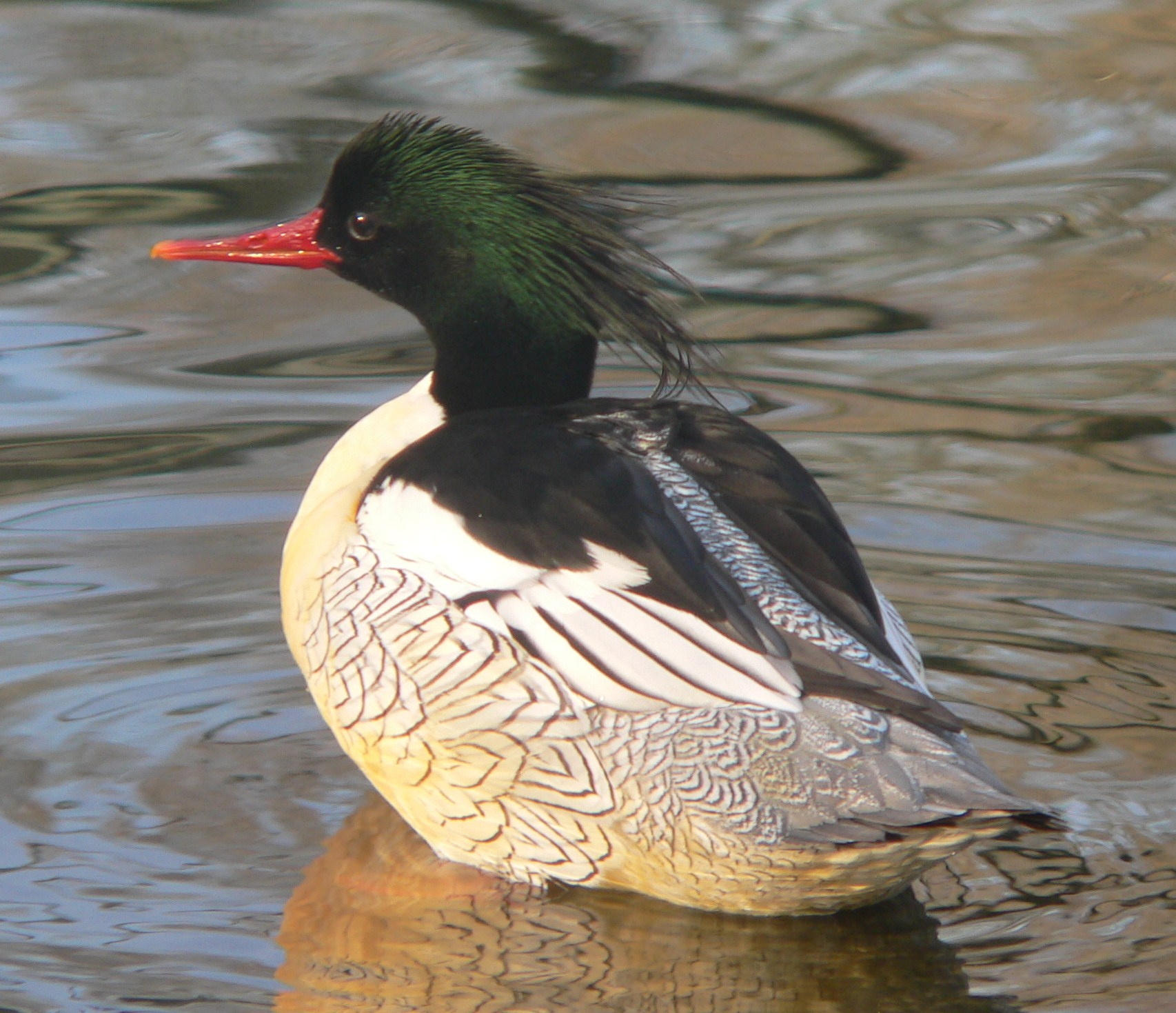
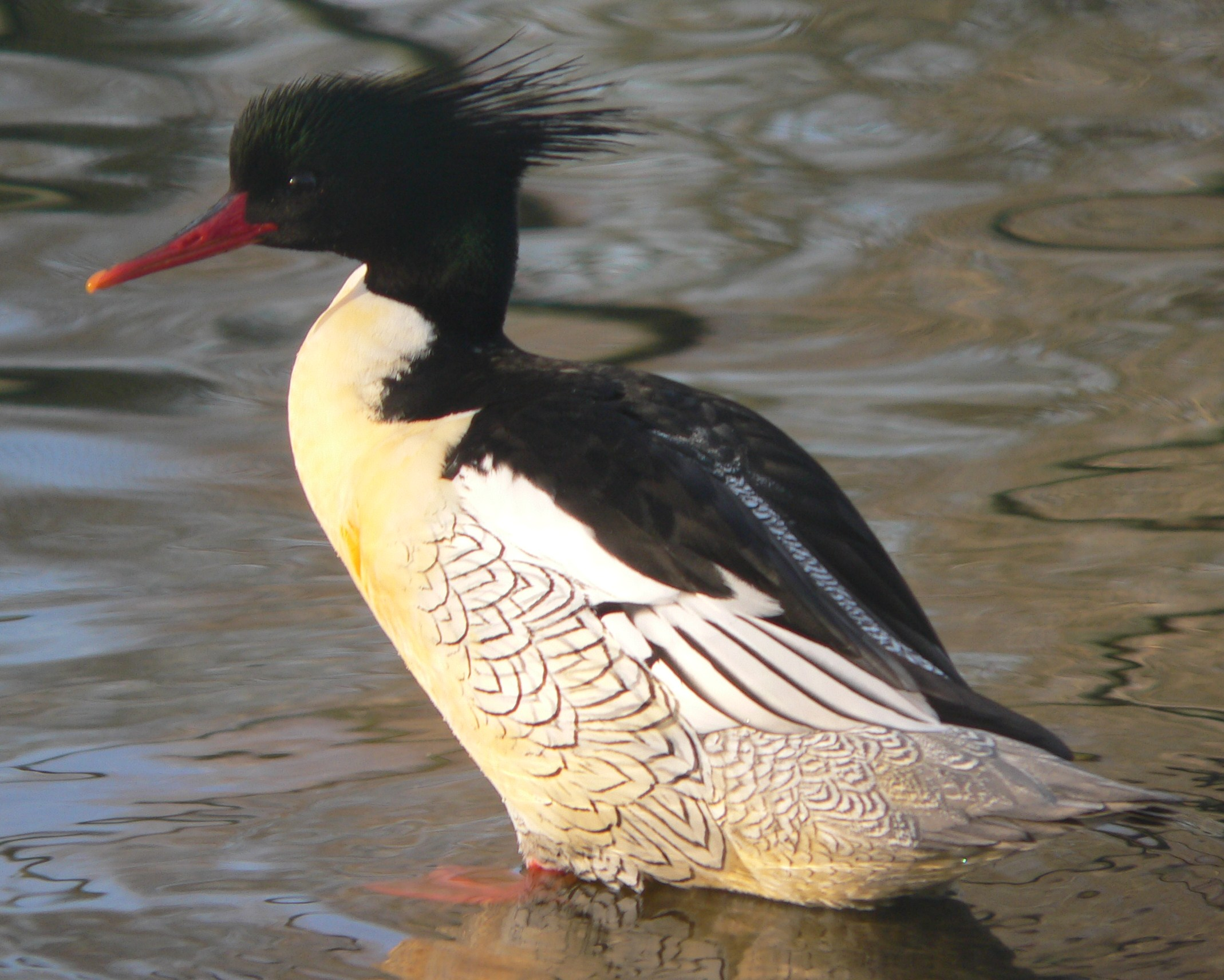
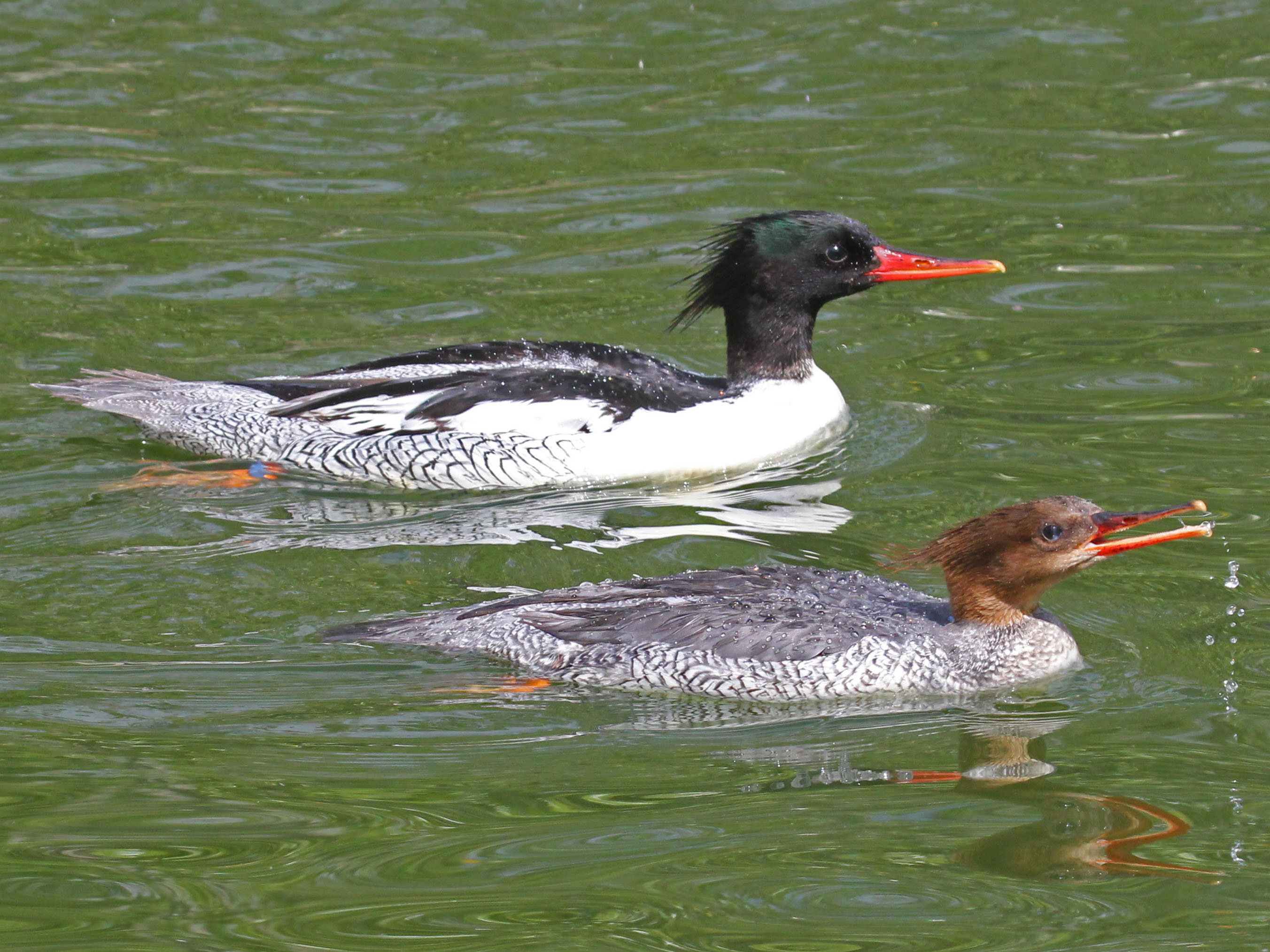